# Допамин
Допаминът, хидрокситирамин, 3,4-дихидрокси-β-фенилетиламин, е катехоламин от групата на биогенните амини с функции на невротрансмитер и хормон, произвеждан от невроните в субстанция нигра.

## История
Допаминът е открит от шведските учени Арвид Карлсон и Нилс-Оке Хиларп през 1952 г. Произходът на името е свързан с метаболизма на този невротрансмитер: той се произвежда от леводопа (3,4-дихидрокси-L-фенилаланин) и принадлежи към класата на моноамините. На свой ред от него се произвеждат невротрансмитерите норепинефрин (норадреналин) и епинефрин (адреналин). Арвид Карлсон доказва не само съществуванието на допамина като междинен продукт в синтезата на епинефрина, но и функцията му на невротрансмитер, значението му за т.нар. Болест на Паркинсон и предлага допа като медикамент в нейното лечение. За изследванията си е отличен с Нобелова награда за медицина или физиология 2000 г.
След като първоначално допаминът е бил смятан за регулатор на моторните функции (главно поради моторните дефицити, свързани с болестта на Паркинсон), през последните десетилетия се налага схващането, че играе важна роля в редица психични процеси (мотивация) и заболявания (депресия, шизофрения), както и при възникването на психична зависимост от психотропни субстанции (хероин, кокаин и пр).

## Биосинтеза
Допаминът, норепинефринът (норадреналин) и епинефринът (адреналин) формират класа на катехоламините, вещества с общ прекурсор – аминокиселината тирозин. Веригата на тяхната биосинтеза може да бъде схематично представена по този начин:
L-фенилаланин -(1)-> L-тирозин -(2)-> леводопа -(3)-> допамин -(4)-> норепинефрин (норадреналин) -(5)-> епинефрин (адреналин)
(1) Ензимът фенилаланинхидроксилаза катализира преобразуването (хидроксилиране) на фенилаланин в L-тирозин.
(2) Ензимът тирозинхидроксилаза катализира преобразуването (хидроксилиране) на аминокиселината L-тирозин в леводопа.
(3) Ензимът допа-декарбоксилаза катализира преобразуването (декарбоксилация) на леводопа в допамин.
(4) Ензимът допамин-β-хидроксилаза катализира преобразуването (β-оксидация) на допамина в норепинефрин.
(5) Ензимът Фенилетаноламин-N-метилтрансфераза катализира преобразуването (N-метилиране) на норадреналин в адреналин.

## Рецептори
Допаминът осъществява своите функции, активирайки специфични метаботропни рецептори със седем мембранопроходни сегмента, разделени на пет класа: D1-D5. Различните класове са разпределени по различен начин и медиират различни функции (виж по-долу). Класовете D2 и D3 са авторецептори, те са разположени на пресинаптичната мембрана и ограничават емисията (освобождаването) на допамин в синапса посредством автоинхибиция. Психотропната субстанция кокаин блокира тези два класа допаминови рецептори, повишавайки емисията на допамин в синапса. Наблюдаваните при консумацията на кокаин ефекти са следствие от повишената допаминова активност.

## Функции и дисфункции
Допаминът участва като невротрансмитер в регулацията на множество процеси в централната и периферна нервна система и като хормон – в регулацията на бъбреците. Понижената или повишена допаминова активност е свързана с редица неврологични и психични заболявания.

### Моторика
Постоянното поддържане на допаминовата активност в базалните ганглии над определено ниво (тонус на допаминовата активност) е необходимо за предотвратяването на неволни движения. Треморът, наблюдаван при Болестта на Паркинсон, е резултат от понижения допаминов тонус вследствие дегенерацията на допаминергичните (допаминопроизвеждащи) неврони в субстанция нигра. Паркинсоновият тремор се окачествява като пасивен тремор, защото е най-силен в покой (докато крайниците са отпуснати). Когато пациентът извършва движения, допаминергичните неврони масирано освобождават допамин в базалните ганглии, допаминовият тонус кратковременно се покачва – и треморът отслабва или изчезва напълно.

### Мотивация
Кратковременните (пулсативни) колебания в допаминовата активност са свързани с психични процеси като мотивация и концентрация. В този смисъл наркоманията (зависимост от психотропни субстанции, от никотин и алкохол до хероин), както и т.нар. хазартна зависимост се разглежда като патологично повишена готовност за реакция – свръхмотивация. Повърхностно изразено, пристрастените са много по-склонни към „автоматизирани“ реакции (напр. спонтанно запалване на цигара) при презентацията на асоциирани с тях стимули (напр. чаша кафе) отколкото непристрастените. Невъзможността от пряко осъществявяне на автоматизираната реакция (напр. липса на цигари) предизвиква силно желание (англ. „craving“). На неврофизиологично ниво пристрастеността е свързана с повишен афинитет (чувствителност) на D1-рецепторите. Любопитен е фактът, че промени в допаминовата регулация на базалните ганглии се наблюдават и при психически разстройства с натрапливи действия, влечения, мисли, които също могат да бъдат определени като патологично завишена готовност за реакция.
Перманентно понижената допаминова активност предразполага не само към моторни дефицити, но и към депресия (сред чиито кардинални симптоми е общо понижената мотивация).
Шизофренията се характеризира с патологично повишена допаминова активност в централната нервна система. При фармакотерапията се прилагат лекарствени препарати, които стимулират D2- и D3-авторецепторите и ограничават завишената допаминова активност.

### Пролактин
Допаминът инхибира (потиска) освобождаването на пролактин (хормон, стимулиращ синтезата на мляко в млечните жлези) от аденохипофизата (антериорния лоб на хипофизната жлеза).

### Бъбреци
В зависимост от концентрацията си в кръвта допаминът може да предизвика дилатация (разширение, следователно ниска концентрация) или констрикция (свиване, следователно повишена концентрация) на кръвоносните съдове, захранващи бъбрека. Така допаминът участва в регулацията на постъпващото във и филтрирано от бъбреците количество кръв.

### Сърце
Допаминът регулира активността на сърцето, като повишава сърдечната честота, сърдечния дебит (изпомпваното количество кръв) и кръвното налягане.